# Festival di Cannes 1960
La 13ª edizione del Festival di Cannes si è svolta a Cannes dal 4 al 20 maggio 1960.
È stata un'edizione segnata da due grandi capolavori del cinema italiano, La dolce vita di Federico Fellini e L'avventura di Michelangelo Antonioni, premiati dalla giuria presieduta dallo scrittore belga Georges Simenon rispettivamente con la Palma d'oro e il Premio speciale della giuria. In questa occasione la giuria si è dimostrata più lungimirante del pubblico, che ha accolto negativamente i due film, addirittura tra i fischi. Così come fu subissato di fischi Simenon nel momento in cui diede lettura dei vincitori, tanto da provocare una crisi di pianto di Giulietta Masina. 

## Selezione ufficiale

### Concorso
- L'avventura, regia di Michelangelo Antonioni (Italia)
- Il buco (Le trou), regia di Jacques Becker (Francia)
- La fontana della vergine (Jungfrukällan), regia di Ingmar Bergman (Svezia)
- Moderato cantabile, regia di Peter Brook (Italia/Francia)
- Violenza per una giovane (The Young One), regia di Luis Buñuel (Messico/USA)
- Figli e amanti (Sons and Lovers), regia di Jack Cardiff (Gran Bretagna)
- Ballata di un soldato (Ballada o soldate), regia di Grigori Chukhrai (Unione Sovietica)
- Mai di domenica (Pote tin Kyriaki), regia di Jules Dassin (Grecia/USA)
- Si le vent te fait peur, regia di Emile Degelin (Belgio)
- Jerry il gangster (Cidade Ameaçada), regia di Roberto Farias (Brasile)
- La dolce vita, regia di Federico Fellini (Italia)
- Morte in vacanza (Macario), regia di Roberto Gavaldón (Messico)
- Paw, regia di Astrid Henning-Jensen (Danimarca)
- La chiave (Kagi), regia di Kon Ichikawa (Giappone)
- La lettera non spedita (Neotpravlennoye pismo), regia di Mikhail Kalatozov (Unione Sovietica)
- La signora dal cagnolino (Dama s sobachkoy), regia di Iosif Kheifits (Unione Sovietica)
- La procesión, regia di Francis Lauric (Argentina)
- Tchien gnu you houn, regia di Li Han Hsiang (Cina)
- Jakten, regia di Erik Løchen (Norvegia)
- Telegrame, regia di Aurel Miheles e Gheorghe Naghi (Romania)
- A casa dopo l'uragano (Home from the Hill), regia di Vincente Minnelli (USA)
- Fortuna da vendere (Zezowate szczescie), regia di Andrzej Munk (Polonia)
- Parvi urok, regia di Vladimir Petrov e Rangel Vulchanov (Bulgaria/Unione Sovietica)
- Kam cert nemuze, regia di Zdenek Podskalský (Cecoslovacchia)
- Ombre bianche (The Savage Innocents), regia di Nicholas Ray (Francia/Italia/Gran Bretagna)
- L'America vista da un francese (L'Amérique insolite), regia di François Reichenbach (Francia)
- Sujata, regia di Bimal Roy (India)
- I monelli (Los golfos), regia di Carlos Saura (Spagna)
- Nono cerchio (Deveti krug), regia di France Štiglic (Jugoslavia)

### Fuori concorso
- Ben-Hur, regia di William Wyler (USA)

## Giuria
- Georges Simenon, scrittore (Belgio) - presidente
- Marc Allégret, regista (Francia)
- Louis Chauvet, giornalista (Francia)
- Diego Fabbri, scrittore (Italia)
- Hidemi Ima, regista (Francia)
- Grigori Kozintsev, regista (Unione Sovietica
- Maurice Leroux, compositore (Francia)
- Max Lippmann, critico (Germania)
- Henry Miller, scrittore (USA)
- Ulyses Petit de Murat, scrittore (Argentina)
- Simone Renant, attrice (Francia)

## Palmarès
- Palma d'oro: La dolce vita, regia di Federico Fellini (Italia)
- Prix spécial du Jury: L'avventura, regia di Michelangelo Antonioni (Italia)
- Prix de la meilleure participation: Ballata di un soldato (Ballada o soldate), regia di Grigori Chukhrai (Unione Sovietica) e La signora dal cagnolino (Dama s sobachkoy), regia di Iosif Kheifits (Unione Sovietica)
- Prix d'interprétation féminine: Melina Merkouri - Mai di domenica (Pote tin Kyriaki), regia di Jules Dassin (Grecia/USA) ex aequo Jeanne Moreau - Moderato cantabile, regia di Peter Brook (Italia/Francia)
- Menzione speciale a: La fontana della vergine, regia di Ingmar Bergman (Svezia) e Violenza per una giovane, regia di Luis Buñuel (Messico/USA)